# مارك غينسبيرغ
مارك غينسبيرغ (بالإنجليزية: Marc Ginsberg)‏ هو دبلوماسي وصحفي أمريكي، ولد في 18 أكتوبر 1950 في نيويورك في الولايات المتحدة.